# Радків-Колонія
Радків-Колонія (пол. Radków-Kolonia) — колонія у Польщі, в Люблінському воєводстві Томашівського повіту, ґміни Телятин.

## Історія
Первісним населенням Радкова-Колонії були русини-лемки, які компактно проживали на своїх історичних землях. 